# Liste der Nummer-eins-Hits in Japan (2016)
Die Liste der japanischen Nummer-eins-Hits enthält die Daten vom 1. Januar 2016 bis zum 31. Dezember 2016. Die letzte Woche im Jahr fällt mit der ersten Woche des neuen Jahres zusammen. Angegeben sind die Verkaufszahlen der jeweiligen Nummer eins in ihrer Woche. Alle Angaben basieren auf den offiziellen japanischen Charts von Oricon.

## Singles
| ← 2015 ← | Liste der Nummer-eins-Hits in Japan | Liste der Nummer-eins-Hits in Japan                                                                                         | Liste der Nummer-eins-Hits in Japan | 2017 → |
| \| Zeitraum \| Wo. ges. \| Interpret \| Titel Autor(en) \| Zusätzliche Informationen \| \| (Zeitraum, Wochen auf Platz eins, Interpret, Titel, Autor[en], zusätzliche Informationen) \| \| \| \| \| \| ----------------------------------------------------------------------------------------- \| -------- \| --------------------------------------------------------------------------------------------------------------------------- \| ------------------------------------------------------------------------------------------------------------------------------------------ \| ------------------------------------------------------------------------------------------------------------------------------------------------------------------------------------------------------------------------------ \| \| 28. Dezember 2015 – 3. Januar 2016 1 Woche \| 1 \| セクシー ゾーン / Sexy Zone \| Colorful Eyes \| – \| \| 4. Januar 2016 – 10. Januar 2016 1 Woche (insgesamt 2) \| 2 \| AKB48 \| 唇に Be My Baby / Kuchibiru ni Be My Baby \| – \| \| 11. Januar 2016 – 17. Januar 2016 1 Woche \| 1 \| Morning Musume ’15 \| Tsumetai kaze to kataomoi / Endless Sky / One and Only \| – \| \| 18. Januar 2016 – 24. Januar 2016 1 Woche \| 1 \| Boys and Men \| Boymen Ninja \| – \| \| 25. Januar 2016 – 31. Januar 2016 1 Woche \| 1 \| 稲葉浩志 / Kōshi Inaba \| 羽 / Hane \| – \| \| 1. Februar 2016 – 7. Februar 2016 1 Woche \| 1 \| ニュース / News \| ヒカリノシズク / Touch \| – \| \| 8. Februar 2016 – 14. Februar 2016 1 Woche \| 1 \| Glay \| G4・Ⅳ (Maxi-Single) \| – \| \| 15. Februar 2016 – 21. Februar 2016 1 Woche \| 1 \| Boys and Men \| Wanna Be! \| – \| \| 22. Februar 2016 – 28. Februar 2016 1 Woche \| 1 \| カトゥーン / KAT-TUN \| Tragedy \| – \| \| 28. Februar 2016 – 6. März 2016 2 Wochen \| 2 \| こぶしファクトリー / Kobushi Factory \| 桜ナイトフィーバー/チョット愚直に!猪突猛進/押忍!こぶし魂 / Sakura Night Fever / Chotto Guchoku ni! Chototsumoushin / Osu! Kobushi Tamashii \| – \| \| 7. März 2016 – 13. März 2016 1 Woche \| 1 \| 嵐 / Arashi \| 復活Love / Fukkatsu Love \| – \| \| 14. März 2016 – 20. März 2016 1 Woche \| 1 \| カトゥーン / KAT-TUN \| Unlock \| – \| \| 21. März 2016 – 27. März 2016 1 Woche \| 1 \| AKB48 \| 君はメロディー / Kimi wa Melody \| Zu ihrem 10-jährigen Bestehen erreichte die Girlband zum 30. Mal Platz 1 der japanischen Singlecharts. Außerdem war es ihr 24. Millionenseller.[1] \| \| 28. März 2016 – 4. April 2016 1 Woche \| 1 \| 乃木坂46 / Nogizaka46 \| ハルジオンが咲く頃 / Harujion ga Sakukoro \| Im fünften Jahr in Folge hat die Girlgroup einen Nummer-eins-Hit, 13 Spitzenplatzierungen ohne Unterbrechung waren es seit 2012. Und mit fast 750.000 verkauften Exemplaren waren sie so erfolgreich wie nie zuvor. \| \| 5. April 2016 – 11. April 2016 1 Woche \| 1 \| SKE48 \| チキンLine / Chicken Line \| – \| \| 12. April 2016 – 18. April 2016 1 Woche \| 1 \| 欅坂46 / Keyakizaka46 \| サイレントマジョリティー / Silent Majority \| – \| \| 19. April 2016 – 25. April 2016 1 Woche \| 1 \| HKT48 \| 74億分の1の君へ / 74 Okubun no 1 no Kimi e \| – \| \| 26. April 2016 – 2. Mai 2016 1 Woche \| 1 \| ジャニーズWEST / Johnny’s West \| 逆転Winner / Gyakuten Winner \| – \| \| 3. Mai 2016 – 9. Mai 2016 1 Woche \| 1 \| NMB48 \| 甘噛み姫 / Amagami hime \| – \| \| 10. Mai 2016 – 16. Mai 2016 1 Woche \| 1 \| セクシー ゾーン / Sexy Zone \| 勝利の日まで / Shori no hi made \| – \| \| 17. Mai 2016 – 23. Mai 2016 1 Woche \| 1 \| Hey! Say! Jump \| 真剣Sunshine \| – \| \| 24. Mai 2016 – 6. Juni 2016 2 Wochen \| 2 \| 嵐 / Arashi \| I Seek / Daylight \| – \| \| 7. Juni 2016 – 13. Juni 2016 1 Woche \| 1 \| AKB48 \| 翼はいらない / Tsubasa wa iranai \| – \| \| 14. Juni 2016 – 20. Juni 2016 1 Woche \| 1 \| V6 \| Beautiful World \| – \| \| 21. Juni 2016 – 27. Juni 2016 1 Woche \| 1 \| BtoB \| L.U.V \| – \| \| 28. Juni 2016 – 4. Juli 2016 1 Woche \| 1 \| 佐々木千枝, 櫻井桃華, 市原仁奈, 龍崎薫, 赤城みりあ / Chie Sasaki, Momoka Sakurai, Nina Ichihara, Kaoru Ryuzaki, Miria Akagi \| ハイファイ-デイズ / Hi-Fi Days \| – \| \| 5. Juli 2016 – 10. Juli 2016 1 Woche \| 1 \| 関ジャニ∞ / Kanjani8 \| 罪と夏 / Tsumi to natsu \| – \| \| 11. Juli 2016 – 17. Juli 2016 1 Woche \| 1 \| ニュース / News \| 恋を知らない君へ / Koi wo shiranai kimi e \| – \| \| 18. Juli 2016 – 24. Juli 2016 1 Woche \| 1 \| KinKi Kids \| 薔薇と太陽 / Bara to taiyou \| – \| \| 25. Juli 2016 – 31. Juli 2016 1 Woche \| 1 \| 乃木坂46 / Nogizaka46 \| 裸足でSummer / Hadashi de Summer \| – \| \| 1. August 2016 – 7. August 2016 1 Woche \| 1 \| NMB48 \| 僕はいない / Boku wa inai \| – \| \| 8. August 2016 – 14. August 2016 1 Woche \| 1 \| 欅坂46 / Keyakizaka46 \| 世界には愛しかない / Sekai ni wa ai shika nai \| – \| \| 15. August 2016 – 21. August 2016 1 Woche \| 1 \| SKE48 \| 金の愛、銀の愛 / Kin no ai, gin no ai \| – \| \| 22. August 2016 – 28. August 2016 1 Woche \| 1 \| Kis-My-Ft2 \| Sha La La – Summer Time \| – \| \| 29. August 2016 – 4. September 2016 1 Woche \| 1 \| AKB48 \| Love Trip / しあわせを分けなさい (Shiawase wo wakenasai) \| – \| \| 5. September 2016 – 11. September 2016 1 Woche \| 1 \| HKT48 \| 最高かよ / Saikō kayo \| – \| \| 12. September 2016 – 18. September 2016 1 Woche \| 1 \| 嵐 / Arashi \| Power of the Paradise \| – \| \| 19. September 2016 – 25. September 2016 1 Woche \| 1 \| Exile the Second \| Wild Wild Wild \| – \| \| 26. September 2016 – 2. Oktober 2016 1 Woche \| 1 \| 아이콘 / iKON \| Dumb & Dumber \| – \| \| 3. Oktober 2016 – 9. Oktober 2016 1 Woche \| 1 \| Hi-Standard \| Another Starting Line \| – \| \| 10. Oktober 2016 – 16. Oktober 2016 1 Woche \| 1 \| 関ジャニ∞ / Kanjani8 \| パノラマ / Panorama \| – \| \| 17. Oktober 2016 – 23. Oktober 2016 1 Woche \| 1 \| セクシー ゾーン / Sexy Zone \| よびすて / Yobisute \| – \| \| 24. Oktober 2016 – 30. Oktober 2016 1 Woche \| 1 \| Hey! Say! Jump \| Fantastic Time \| – \| \| 31. Oktober 2016 – 6. November 2016 1 Woche \| 1 \| KinKi Kids \| 道は手ずから夢の花 / Michi ha tezukara yume no hana \| – \| \| 7. November 2016 – 13. November 2016 1 Woche \| 1 \| 乃木坂46 / Nogizaka46 \| サヨナラの意味 / Sayonara no imi \| – \| \| 14. November 2016 – 20. November 2016 1 Woche \| 1 \| AKB48 \| ハイテンション / High Tension \| – \| \| 21. November 2016 – 27. November 2016 1 Woche \| 1 \| モーニング娘。’16 / Morning Musume ’16 \| セクシーキャットの演説 – ムキダシで向き合って – そうじゃない / Sexy Cat no Enzetsu – Mukidashi de Mukiatte – Sou ja nai \| – \| \| 28. November 2016 – 4. Dezember 2016 1 Woche \| 1 \| 欅坂46 / Keyakizaka46 \| 二人セゾン / Futari Saison \| – \| \| 5. Dezember 2016 – 11. Dezember 2016 1 Woche \| 1 \| 関ジャニ∞ / Kanjani8 \| Noroshi \| – \| \| 12. Dezember 2016 – 18. Dezember 2016 1 Woche \| 1 \| Hey! Say! Jump \| Give Me Love \| – \| \| 19. Dezember 2016 – 25. Dezember 2016 1 Woche \| 1 \| Quartet Night \| God’s S.T.A.R. \| Zu Weihnachten belegte eine virtuelle Idolgroup aus der Musik-Animeserie Uta no Prince-sama die Spitzenposition. (Als eigentliche Interpreten sind angegeben: Showtaro Morikubo, Tatsuhisa Suzuki, Shouta Aoi, Tomoaki Maeno.) \| \| 26. Dezember 2016 – 1. Januar 2017 1 Woche \| 1 \| NMB48 \| 僕以外の誰か / Boku igai no dareka \| – \| |                                     | | | |
| ← 2015 |                                     | | | → 2017 → |
| Zeitraum | Wo. ges.                            | Interpret | Titel Autor(en) | Zusätzliche Informationen |
| (Zeitraum, Wochen auf Platz eins, Interpret, Titel, Autor[en], zusätzliche Informationen) |                                     | | | |
| 28. Dezember 2015 – 3. Januar 2016 1 Woche | 1                                   | セクシー ゾーン / Sexy Zone                                                                                                 | Colorful Eyes | – |
| 4. Januar 2016 – 10. Januar 2016 1 Woche (insgesamt 2) | 2                                   | AKB48 | 唇に Be My Baby / Kuchibiru ni Be My Baby                                                                                                  | – |
| 11. Januar 2016 – 17. Januar 2016 1 Woche | 1                                   | Morning Musume ’15 | Tsumetai kaze to kataomoi / Endless Sky / One and Only                                                                                     | – |
| 18. Januar 2016 – 24. Januar 2016 1 Woche | 1                                   | Boys and Men | Boymen Ninja | – |
| 25. Januar 2016 – 31. Januar 2016 1 Woche | 1                                   | 稲葉浩志 / Kōshi Inaba | 羽 / Hane | – |
| 1. Februar 2016 – 7. Februar 2016 1 Woche | 1                                   | ニュース / News | ヒカリノシズク / Touch | – |
| 8. Februar 2016 – 14. Februar 2016 1 Woche | 1                                   | Glay | G4・Ⅳ (Maxi-Single) | – |
| 15. Februar 2016 – 21. Februar 2016 1 Woche | 1                                   | Boys and Men | Wanna Be! | – |
| 22. Februar 2016 – 28. Februar 2016 1 Woche | 1                                   | カトゥーン / KAT-TUN | Tragedy | – |
| 28. Februar 2016 – 6. März 2016 2 Wochen | 2                                   | こぶしファクトリー / Kobushi Factory                                                                                        | 桜ナイトフィーバー/チョット愚直に!猪突猛進/押忍!こぶし魂 / Sakura Night Fever / Chotto Guchoku ni! Chototsumoushin / Osu! Kobushi Tamashii | – |
| 7. März 2016 – 13. März 2016 1 Woche | 1                                   | 嵐 / Arashi | 復活Love / Fukkatsu Love | – |
| 14. März 2016 – 20. März 2016 1 Woche | 1                                   | カトゥーン / KAT-TUN | Unlock | – |
| 21. März 2016 – 27. März 2016 1 Woche | 1                                   | AKB48 | 君はメロディー / Kimi wa Melody | Zu ihrem 10-jährigen Bestehen erreichte die Girlband zum 30. Mal Platz 1 der japanischen Singlecharts. Außerdem war es ihr 24. Millionenseller.                                                                                |
| 28. März 2016 – 4. April 2016 1 Woche | 1                                   | 乃木坂46 / Nogizaka46 | ハルジオンが咲く頃 / Harujion ga Sakukoro                                                                                                  | Im fünften Jahr in Folge hat die Girlgroup einen Nummer-eins-Hit, 13 Spitzenplatzierungen ohne Unterbrechung waren es seit 2012. Und mit fast 750.000 verkauften Exemplaren waren sie so erfolgreich wie nie zuvor.            |
| 5. April 2016 – 11. April 2016 1 Woche | 1                                   | SKE48 | チキンLine / Chicken Line | – |
| 12. April 2016 – 18. April 2016 1 Woche | 1                                   | 欅坂46 / Keyakizaka46 | サイレントマジョリティー / Silent Majority                                                                                                 | – |
| 19. April 2016 – 25. April 2016 1 Woche | 1                                   | HKT48 | 74億分の1の君へ / 74 Okubun no 1 no Kimi e                                                                                                 | – |
| 26. April 2016 – 2. Mai 2016 1 Woche | 1                                   | ジャニーズWEST / Johnny’s West                                                                                              | 逆転Winner / Gyakuten Winner | – |
| 3. Mai 2016 – 9. Mai 2016 1 Woche | 1                                   | NMB48 | 甘噛み姫 / Amagami hime | – |
| 10. Mai 2016 – 16. Mai 2016 1 Woche | 1                                   | セクシー ゾーン / Sexy Zone                                                                                                 | 勝利の日まで / Shori no hi made | – |
| 17. Mai 2016 – 23. Mai 2016 1 Woche | 1                                   | Hey! Say! Jump | 真剣Sunshine | – |
| 24. Mai 2016 – 6. Juni 2016 2 Wochen | 2                                   | 嵐 / Arashi | I Seek / Daylight | – |
| 7. Juni 2016 – 13. Juni 2016 1 Woche | 1                                   | AKB48 | 翼はいらない / Tsubasa wa iranai | – |
| 14. Juni 2016 – 20. Juni 2016 1 Woche | 1                                   | V6 | Beautiful World | – |
| 21. Juni 2016 – 27. Juni 2016 1 Woche | 1                                   | BtoB | L.U.V | – |
| 28. Juni 2016 – 4. Juli 2016 1 Woche | 1                                   | 佐々木千枝, 櫻井桃華, 市原仁奈, 龍崎薫, 赤城みりあ / Chie Sasaki, Momoka Sakurai, Nina Ichihara, Kaoru Ryuzaki, Miria Akagi | ハイファイ-デイズ / Hi-Fi Days | – |
| 5. Juli 2016 – 10. Juli 2016 1 Woche | 1                                   | 関ジャニ∞ / Kanjani8 | 罪と夏 / Tsumi to natsu | – |
| 11. Juli 2016 – 17. Juli 2016 1 Woche | 1                                   | ニュース / News | 恋を知らない君へ / Koi wo shiranai kimi e                                                                                                  | – |
| 18. Juli 2016 – 24. Juli 2016 1 Woche | 1                                   | KinKi Kids | 薔薇と太陽 / Bara to taiyou | – |
| 25. Juli 2016 – 31. Juli 2016 1 Woche | 1                                   | 乃木坂46 / Nogizaka46 | 裸足でSummer / Hadashi de Summer | – |
| 1. August 2016 – 7. August 2016 1 Woche | 1                                   | NMB48 | 僕はいない / Boku wa inai | – |
| 8. August 2016 – 14. August 2016 1 Woche | 1                                   | 欅坂46 / Keyakizaka46 | 世界には愛しかない / Sekai ni wa ai shika nai                                                                                              | – |
| 15. August 2016 – 21. August 2016 1 Woche | 1                                   | SKE48 | 金の愛、銀の愛 / Kin no ai, gin no ai | – |
| 22. August 2016 – 28. August 2016 1 Woche | 1                                   | Kis-My-Ft2 | Sha La La – Summer Time | – |
| 29. August 2016 – 4. September 2016 1 Woche | 1                                   | AKB48 | Love Trip / しあわせを分けなさい (Shiawase wo wakenasai)                                                                                   | – |
| 5. September 2016 – 11. September 2016 1 Woche | 1                                   | HKT48 | 最高かよ / Saikō kayo | – |
| 12. September 2016 – 18. September 2016 1 Woche | 1                                   | 嵐 / Arashi | Power of the Paradise | – |
| 19. September 2016 – 25. September 2016 1 Woche | 1                                   | Exile the Second | Wild Wild Wild | – |
| 26. September 2016 – 2. Oktober 2016 1 Woche | 1                                   | 아이콘 / iKON | Dumb & Dumber | – |
| 3. Oktober 2016 – 9. Oktober 2016 1 Woche | 1                                   | Hi-Standard | Another Starting Line | – |
| 10. Oktober 2016 – 16. Oktober 2016 1 Woche | 1                                   | 関ジャニ∞ / Kanjani8 | パノラマ / Panorama | – |
| 17. Oktober 2016 – 23. Oktober 2016 1 Woche | 1                                   | セクシー ゾーン / Sexy Zone                                                                                                 | よびすて / Yobisute | – |
| 24. Oktober 2016 – 30. Oktober 2016 1 Woche | 1                                   | Hey! Say! Jump | Fantastic Time | – |
| 31. Oktober 2016 – 6. November 2016 1 Woche | 1                                   | KinKi Kids | 道は手ずから夢の花 / Michi ha tezukara yume no hana                                                                                        | – |
| 7. November 2016 – 13. November 2016 1 Woche | 1                                   | 乃木坂46 / Nogizaka46 | サヨナラの意味 / Sayonara no imi | – |
| 14. November 2016 – 20. November 2016 1 Woche | 1                                   | AKB48 | ハイテンション / High Tension | – |
| 21. November 2016 – 27. November 2016 1 Woche | 1                                   | モーニング娘。’16 / Morning Musume ’16                                                                                      | セクシーキャットの演説 – ムキダシで向き合って – そうじゃない / Sexy Cat no Enzetsu – Mukidashi de Mukiatte – Sou ja nai                    | – |
| 28. November 2016 – 4. Dezember 2016 1 Woche | 1                                   | 欅坂46 / Keyakizaka46 | 二人セゾン / Futari Saison | – |
| 5. Dezember 2016 – 11. Dezember 2016 1 Woche | 1                                   | 関ジャニ∞ / Kanjani8 | Noroshi | – |
| 12. Dezember 2016 – 18. Dezember 2016 1 Woche | 1                                   | Hey! Say! Jump | Give Me Love | – |
| 19. Dezember 2016 – 25. Dezember 2016 1 Woche | 1                                   | Quartet Night | God’s S.T.A.R. | Zu Weihnachten belegte eine virtuelle Idolgroup aus der Musik-Animeserie Uta no Prince-sama die Spitzenposition. (Als eigentliche Interpreten sind angegeben: Showtaro Morikubo, Tatsuhisa Suzuki, Shouta Aoi, Tomoaki Maeno.) |
| 26. Dezember 2016 – 1. Januar 2017 1 Woche | 1                                   | NMB48 | 僕以外の誰か / Boku igai no dareka | – |

## Alben
| ← 2015 ← | Liste der Nummer-eins-Hits in Japan | Liste der Nummer-eins-Hits in Japan                                             | Liste der Nummer-eins-Hits in Japan                                                                         | 2017 → |
| \| Zeitraum \| Wo. ges. \| Interpret \| Titel \| Zusätzliche Informationen \| \| (Zeitraum, Wochen auf Platz eins, Interpret, Titel, zusätzliche Informationen) \| \| \| \| \| \| ------------------------------------------------------------------------------ \| -------- \| ------------------------------------------------------------------------------- \| ----------------------------------------------------------------------------------------------------------- \| --------------------------------------------------------------------------------------------------------------------------------------------------------------------------------------------------------------------------------------------------------------------------------------------------------------------------------------- \| \| 21. Dezember 2015 – 3. Januar 2016 2 Wochen \| 2 \| Back Number \| Chandelier \| – \| \| 4. Januar 2016 – 10. Januar 2016 1 Woche \| 1 \| Masaharu Fukuyama \| Fuku no oto \| – \| \| 11. Januar 2016 – 17. Januar 2016 1 Woche \| 1 \| Shinee \| D×D×D \| – \| \| 18. Januar 2016 – 24. Januar 2016 1 Woche \| 1 \| (Verschiedene Interpreten) \| 歌物語 -〈物語〉シリーズ主題歌集 / Utamonogatari – Titelmelodien der Monogatari-Serie \| Das Album ist eine Sammlung von Songs aus dem Vor- und Abspann der TV-Serie Bakemonogatari.[2] \| \| 25. Januar 2016 – 31. Januar 2016 1 Woche \| 1 \| ゲスの極み乙女。/ Gesu no Kiwami Otome \| 両成敗 / Ryōseibai \| – \| \| 1. Februar 2016 – 7. Februar 2016 1 Woche \| 1 \| ミワ / Miwa \| Graduation – Ballad Collection \| – \| \| 8. Februar 2016 – 14. Februar 2016 1 Woche \| 1 \| 山下智久 / Tomohisa Yamashita \| Yama-P – Best Album \| – \| \| 15. Februar 2016 – 21. Februar 2016 1 Woche \| 1 \| 빅뱅 / Bigbang \| Made Series \| – \| \| 22. Februar 2016 – 28. Februar 2016 1 Woche \| 1 \| バンプ・オブ・チキン / Bump of Chicken \| Butterflies \| – \| \| 29. Februar 2016 – 6. März 2016 1 Woche \| 1 \| ももいろクローバーZ / Momoiro Clover Z \| 白金の夜明け / Hakkin no yoake \| – \| \| 7. März 2016 – 13. März 2016 1 Woche \| 1 \| セクシー ゾーン / Sexy Zone \| ウェルカムトゥーセクシーゾーン / Welcome to Sexy Zone \| – \| \| 14. März 2016 – 20. März 2016 1 Woche \| 1 \| ジェネレーションズ・フロム・エグザイル・トライブ / Generations from Exile Tribe \| スピードスター / Speedster \| – \| \| 21. März 2016 – 27. März 2016 1 Woche \| 1 \| ニュース / NEWS \| カルテット / Quartetto \| – \| \| 28. März 2016 – 4. April 2016 1 Woche \| 1 \| KAT-TUN \| KAT-TUN 10th Anniversary Best „10Ks!“ \| – \| \| 5. April 2016 – 11. April 2016 1 Woche \| 1 \| Sandaime J Soul Brothers from Exile Tribe \| The JSB Legacy \| – \| \| 12. April 2016 – 18. April 2016 1 Woche \| 1 \| Perfume \| Cosmic Explorer \| – \| \| 19. April 2016 – 25. April 2016 1 Woche \| 1 \| 氷室京介 / Kyōsuke Himuro \| L’épilogue \| – \| \| 26. April 2016 – 2. Mai 2016 1 Woche (insgesamt 2) \| 2 \| 小田和正 / Kazumasa Oda \| あの日 あの時 / All Time Best Album \| – \| \| 3. Mai 2016 – 9. Mai 2016 1 Woche \| 1 \| 2PM \| Galaxy of 2PM \| – \| \| 10. Mai 2016 – 16. Mai 2016 1 Woche (insgesamt 2) \| 2 \| 小田和正 / Kazumasa Oda \| あの日 あの時 / All Time Best Album \| – \| \| 17. Mai 2016 – 23. Mai 2016 1 Woche \| 1 \| T. M. Revolution \| 2020 – T. M. Revolution All Time Best \| – \| \| 24. Mai 2016 – 30. Mai 2016 1 Woche \| 1 \| Aiko \| May Dream \| – \| \| 31. Mai 2016 – 6. Juni 2016 1 Woche \| 1 \| 乃木坂46 / Nogizaka46 \| それぞれの椅子 / Sorezore no isu \| – \| \| 7. Juni 2016 – 13. Juni 2016 1 Woche \| 1 \| The Idolmaster Cinderella Girls \| The Idolmaster Cinderella Master: Cute Jewelries! 003 \| – \| \| 14. Juni 2016 – 20. Juni 2016 1 Woche \| 1 \| 堂本剛 / Tsuyoshi Domoto \| Grateful Rebirth \| – \| \| 21. Juni 2016 – 27. Juni 2016 1 Woche \| 1 \| (Verschiedene Interpreten) \| High & Low – Original Best Album \| – \| \| 28. Juni 2016 – 4. Juli 2016 1 Woche \| 1 \| Kis-My-Ft2 \| I Scream \| – \| \| 5. Juli 2016 – 10. Juli 2016 1 Woche \| 1 \| Dreams Come True \| Dreams Come True: The ウラ Best! 私だけのドリカム / Dreams Come True The Ura Best! Watashi Dake no Dorikamu \| – \| \| 11. Juli 2016 – 24. Juli 2016 2 Wochen (insgesamt 3) \| 3 \| 西野カナ / Kana Nishino \| Just Love \| Ihr erstes Studioalbum, das seit To Love (2010) zwei Wochen in chronologischer Reihenfolge auf der Höchstposition platziert war. \| \| 25. Juli 2016 – 7. August 2016 2 Wochen \| 2 \| Hey! Say! Jump \| Dear. \| – \| \| 8. August 2016 – 14. August 2016 1 Woche \| 1 \| ユニコーン / Unicorn \| ゅ 13-14 / Yu 13-14 \| 30 Jahre nach der Gründung hat die Rockband aus Hiroshima ihr viertes Nummer-eins-Album. \| \| 15. August 2016 – 21. August 2016 1 Woche (insgesamt 3) \| 3 \| 西野カナ / Kana Nishino \| Just Love \| Erneute Höchstplatzierung in der sechsten Verkaufswoche. \| \| 22. August 2016 – 4. September 2016 2 Wochen \| 2 \| Radwimps \| 君の名は。/ Kimi no na wa (Your Name) \| – \| \| 5. September 2016 – 11. September 2016 1 Woche \| 1 \| 防弾少年団 / BTS \| Youth \| – \| \| 12. September 2016 – 18. September 2016 1 Woche \| 1 \| Flower \| This Is Flower – This Is Best \| – \| \| 19. September 2016 – 25. September 2016 1 Woche \| 1 \| Kinki Kids \| N Album \| – \| \| 26. September 2016 – 23. Oktober 2016 4 Wochen \| 4 \| 宇多田ヒカル / Hikaru Utada \| Fantôme \| Ihr erstes japanisches Studioalbum seit Heart Station (2008), außerdem markiert diese Veröffentlichung ihr Comeback nach sechs Jahren Auszeit. Zuletzt gelang es der Künstlerin Kumi Kōda ein Studioalbum, Black Cherry (2006), als Solo-Künstlerin vier Wochen in chronologischer Reihenfolge auf der Spitze der Charts zu platzieren. \| \| 24. Oktober 2016 – 30. Oktober 2016 1 Woche \| 1 \| 嵐 / Arashi \| Are You Happy? \| – \| \| 31. Oktober 2016 – 6. November 2016 1 Woche \| 1 \| 松任谷由実 / Yumi Matsutōya \| 宇宙図書館 / Universal Library \| – \| \| 7. November 2016 – 13. November 2016 1 Woche \| 1 \| Alexandros \| Exist! \| – \| \| 14. November 2016 – 20. November 2016 1 Woche \| 1 \| セクシー ゾーン / Sexy Zone \| Sexy Zone 5th Anniversary Best \| – \| \| 21. November 2016 – 27. November 2016 1 Woche \| 1 \| Radwimps \| 人間開花 / Ningen kaika \| – \| \| 28. November 2016 – 4. Dezember 2016 1 Woche \| 1 \| ジャニーズWEST / Johnny’s West \| なうぇすと / Nawest \| – \| \| 5. Dezember 2016 – 11. Dezember 2016 1 Woche \| 1 \| BtoB \| 24/7 \| – \| \| 12. Dezember 2016 – 18. Dezember 2016 1 Woche \| 1 \| Boys and Men \| 威風堂々～B.M.C.A.～/ Ifuudoudou – B.M.C.A. \| – \| \| 19. Dezember 2016 – 1. Januar 2017 2 Wochen \| 2 \| SMAP \| SMAP – 25 Years \| Nachdem bereits im Januar Trennungsgerüchte aufgekommen waren, löste sich die Boyband zum Jahresende nach 25 Jahren tatsächlich auf und veröffentlichte noch einmal ein Jubiläumsalbum.[3] \| |                                     |                                                                                 | | |
| ← 2015 |                                     |                                                                                 | | → 2017 → |
| Zeitraum | Wo. ges.                            | Interpret                                                                       | Titel | Zusätzliche Informationen |
| (Zeitraum, Wochen auf Platz eins, Interpret, Titel, zusätzliche Informationen) |                                     |                                                                                 | | |
| 21. Dezember 2015 – 3. Januar 2016 2 Wochen | 2                                   | Back Number                                                                     | Chandelier                                                                                                  | – |
| 4. Januar 2016 – 10. Januar 2016 1 Woche | 1                                   | Masaharu Fukuyama                                                               | Fuku no oto                                                                                                 | – |
| 11. Januar 2016 – 17. Januar 2016 1 Woche | 1                                   | Shinee                                                                          | D×D×D | – |
| 18. Januar 2016 – 24. Januar 2016 1 Woche | 1                                   | (Verschiedene Interpreten)                                                      | 歌物語 -〈物語〉シリーズ主題歌集 / Utamonogatari – Titelmelodien der Monogatari-Serie                       | Das Album ist eine Sammlung von Songs aus dem Vor- und Abspann der TV-Serie Bakemonogatari. |
| 25. Januar 2016 – 31. Januar 2016 1 Woche | 1                                   | ゲスの極み乙女。/ Gesu no Kiwami Otome                                          | 両成敗 / Ryōseibai                                                                                          | – |
| 1. Februar 2016 – 7. Februar 2016 1 Woche | 1                                   | ミワ / Miwa                                                                     | Graduation – Ballad Collection                                                                              | – |
| 8. Februar 2016 – 14. Februar 2016 1 Woche | 1                                   | 山下智久 / Tomohisa Yamashita                                                   | Yama-P – Best Album                                                                                         | – |
| 15. Februar 2016 – 21. Februar 2016 1 Woche | 1                                   | 빅뱅 / Bigbang                                                                  | Made Series                                                                                                 | – |
| 22. Februar 2016 – 28. Februar 2016 1 Woche | 1                                   | バンプ・オブ・チキン / Bump of Chicken                                          | Butterflies                                                                                                 | – |
| 29. Februar 2016 – 6. März 2016 1 Woche | 1                                   | ももいろクローバーZ / Momoiro Clover Z                                          | 白金の夜明け / Hakkin no yoake                                                                              | – |
| 7. März 2016 – 13. März 2016 1 Woche | 1                                   | セクシー ゾーン / Sexy Zone                                                     | ウェルカムトゥーセクシーゾーン / Welcome to Sexy Zone                                                       | – |
| 14. März 2016 – 20. März 2016 1 Woche | 1                                   | ジェネレーションズ・フロム・エグザイル・トライブ / Generations from Exile Tribe | スピードスター / Speedster                                                                                  | – |
| 21. März 2016 – 27. März 2016 1 Woche | 1                                   | ニュース / NEWS                                                                 | カルテット / Quartetto                                                                                      | – |
| 28. März 2016 – 4. April 2016 1 Woche | 1                                   | KAT-TUN                                                                         | KAT-TUN 10th Anniversary Best „10Ks!“                                                                       | – |
| 5. April 2016 – 11. April 2016 1 Woche | 1                                   | Sandaime J Soul Brothers from Exile Tribe                                       | The JSB Legacy                                                                                              | – |
| 12. April 2016 – 18. April 2016 1 Woche | 1                                   | Perfume                                                                         | Cosmic Explorer                                                                                             | – |
| 19. April 2016 – 25. April 2016 1 Woche | 1                                   | 氷室京介 / Kyōsuke Himuro                                                       | L’épilogue                                                                                                  | – |
| 26. April 2016 – 2. Mai 2016 1 Woche (insgesamt 2) | 2                                   | 小田和正 / Kazumasa Oda                                                         | あの日 あの時 / All Time Best Album                                                                         | – |
| 3. Mai 2016 – 9. Mai 2016 1 Woche | 1                                   | 2PM                                                                             | Galaxy of 2PM                                                                                               | – |
| 10. Mai 2016 – 16. Mai 2016 1 Woche (insgesamt 2) | 2                                   | 小田和正 / Kazumasa Oda                                                         | あの日 あの時 / All Time Best Album                                                                         | – |
| 17. Mai 2016 – 23. Mai 2016 1 Woche | 1                                   | T. M. Revolution                                                                | 2020 – T. M. Revolution All Time Best                                                                       | – |
| 24. Mai 2016 – 30. Mai 2016 1 Woche | 1                                   | Aiko                                                                            | May Dream                                                                                                   | – |
| 31. Mai 2016 – 6. Juni 2016 1 Woche | 1                                   | 乃木坂46 / Nogizaka46                                                           | それぞれの椅子 / Sorezore no isu                                                                            | – |
| 7. Juni 2016 – 13. Juni 2016 1 Woche | 1                                   | The Idolmaster Cinderella Girls                                                 | The Idolmaster Cinderella Master: Cute Jewelries! 003                                                       | – |
| 14. Juni 2016 – 20. Juni 2016 1 Woche | 1                                   | 堂本剛 / Tsuyoshi Domoto                                                        | Grateful Rebirth                                                                                            | – |
| 21. Juni 2016 – 27. Juni 2016 1 Woche | 1                                   | (Verschiedene Interpreten)                                                      | High & Low – Original Best Album                                                                            | – |
| 28. Juni 2016 – 4. Juli 2016 1 Woche | 1                                   | Kis-My-Ft2                                                                      | I Scream | – |
| 5. Juli 2016 – 10. Juli 2016 1 Woche | 1                                   | Dreams Come True                                                                | Dreams Come True: The ウラ Best! 私だけのドリカム / Dreams Come True The Ura Best! Watashi Dake no Dorikamu | – |
| 11. Juli 2016 – 24. Juli 2016 2 Wochen (insgesamt 3) | 3                                   | 西野カナ / Kana Nishino                                                         | Just Love                                                                                                   | Ihr erstes Studioalbum, das seit To Love (2010) zwei Wochen in chronologischer Reihenfolge auf der Höchstposition platziert war. |
| 25. Juli 2016 – 7. August 2016 2 Wochen | 2                                   | Hey! Say! Jump                                                                  | Dear. | – |
| 8. August 2016 – 14. August 2016 1 Woche | 1                                   | ユニコーン / Unicorn                                                            | ゅ 13-14 / Yu 13-14                                                                                         | 30 Jahre nach der Gründung hat die Rockband aus Hiroshima ihr viertes Nummer-eins-Album. |
| 15. August 2016 – 21. August 2016 1 Woche (insgesamt 3) | 3                                   | 西野カナ / Kana Nishino                                                         | Just Love                                                                                                   | Erneute Höchstplatzierung in der sechsten Verkaufswoche. |
| 22. August 2016 – 4. September 2016 2 Wochen | 2                                   | Radwimps                                                                        | 君の名は。/ Kimi no na wa (Your Name)                                                                       | – |
| 5. September 2016 – 11. September 2016 1 Woche | 1                                   | 防弾少年団 / BTS                                                                | Youth | – |
| 12. September 2016 – 18. September 2016 1 Woche | 1                                   | Flower                                                                          | This Is Flower – This Is Best                                                                               | – |
| 19. September 2016 – 25. September 2016 1 Woche | 1                                   | Kinki Kids                                                                      | N Album | – |
| 26. September 2016 – 23. Oktober 2016 4 Wochen | 4                                   | 宇多田ヒカル / Hikaru Utada                                                     | Fantôme | Ihr erstes japanisches Studioalbum seit Heart Station (2008), außerdem markiert diese Veröffentlichung ihr Comeback nach sechs Jahren Auszeit. Zuletzt gelang es der Künstlerin Kumi Kōda ein Studioalbum, Black Cherry (2006), als Solo-Künstlerin vier Wochen in chronologischer Reihenfolge auf der Spitze der Charts zu platzieren. |
| 24. Oktober 2016 – 30. Oktober 2016 1 Woche | 1                                   | 嵐 / Arashi                                                                     | Are You Happy?                                                                                              | – |
| 31. Oktober 2016 – 6. November 2016 1 Woche | 1                                   | 松任谷由実 / Yumi Matsutōya                                                     | 宇宙図書館 / Universal Library                                                                              | – |
| 7. November 2016 – 13. November 2016 1 Woche | 1                                   | Alexandros                                                                      | Exist! | – |
| 14. November 2016 – 20. November 2016 1 Woche | 1                                   | セクシー ゾーン / Sexy Zone                                                     | Sexy Zone 5th Anniversary Best                                                                              | – |
| 21. November 2016 – 27. November 2016 1 Woche | 1                                   | Radwimps                                                                        | 人間開花 / Ningen kaika                                                                                     | – |
| 28. November 2016 – 4. Dezember 2016 1 Woche | 1                                   | ジャニーズWEST / Johnny’s West                                                  | なうぇすと / Nawest                                                                                         | – |
| 5. Dezember 2016 – 11. Dezember 2016 1 Woche | 1                                   | BtoB                                                                            | 24/7 | – |
| 12. Dezember 2016 – 18. Dezember 2016 1 Woche | 1                                   | Boys and Men                                                                    | 威風堂々～B.M.C.A.～/ Ifuudoudou – B.M.C.A.                                                                 | – |
| 19. Dezember 2016 – 1. Januar 2017 2 Wochen | 2                                   | SMAP                                                                            | SMAP – 25 Years                                                                                             | Nachdem bereits im Januar Trennungsgerüchte aufgekommen waren, löste sich die Boyband zum Jahresende nach 25 Jahren tatsächlich auf und veröffentlichte noch einmal ein Jubiläumsalbum. |